# Lythrum virgatum
Salicaire à baguette, Lythrum en forme de baguette
Espèce
Synonymes
- Hexostemon virgatum Raf.[1]
- Pythagorea virgata Raf.[1]
- Salicaria virgata Moench[1]

Lythrum virgatum, la Salicaire à baguette ou Lythrum en forme de baguette, est une espèce de plantes à fleurs de la famille des Lythracées. Elle est originaire du paléarctique, présente du Centre Est et du Sud-Est de l'Europe à la Sibérie et au Nord de la Chine, dans des milieux humides.
Il en existe différents cultivars, et elle a été introduite en France (dans l'arrière-pays niçois, en Allemagne et aux États-Unis. Dans ce dernier pays, où elle a été introduite dès le début du XIXe siècle, elle est considérée comme plante envahissante prenant la place d'espèces locales. 

## Description
Elle a une tige dressée, de section carrée, lisse ou pileuses. Les feuilles sont étroites et allongées, et mesurent de 5 à 12 cm de long, à base arrondie ou en forme de cœur. Chaque plant peut porter jusqu'à une trentaine de hampes florales, longues de 50 à 100 cm. Les fleurs sont groupées, longue chacune de 15 à 20 mm, à 5 ou 7 pétales. La floraison s'étend d'avril à août. Les fruits sont de petites capsules de 6 mm de long, qui peuvent contenir plus d'une centaine de petites graines. Ainsi, une seule plante peut produire plusieurs millions de graines. 